# Schweizer Cup (Fussball, Männer) 1976/77
Der 52. Schweizer Cup wurde vom 6. Juni 1976 bis zum 11. April 1977 ausgetragen. Sieger war der Verein BSC Young Boys.

## Der Modus
Es wurde im K.-o.-System gespielt. Im Fall eines Gleichstandes zum Ende der Verlängerung wurde das Spiel auf dem Platz der Gastmannschaft wiederholt. Das Finalspiel fand in Bern statt.

## 1/16-Finals
In den 1/16-Finals spielten erstmals die Mannschaften der Nationalliga A mit:
| Datum             |                      | Ergebnis  |                         |
| ----------------- | -------------------- | --------- | ----------------------- |
| 25.09.1976, 14:30 | FC Altstätten        | 1:6       | FC Winterthur           |
|                   | FC Biel-Bienne       | 1:2 n. V. | Nordstern Basel         |
|                   | US Boncourt          | 0:6       | Neuchâtel Xamax         |
|                   | Étoile Carouge       | 2:1       | CS Chênois              |
|                   | FC Fribourg          | 1:2 n. V. | FC Basel                |
|                   | FC Gossau            | 1:3       | Grasshopper Club Zürich |
|                   | FC Grenchen          | 5:0       | FC Oerlikon/Polizei     |
|                   | SC Kriens            | 1:0       | Young Fellows Zürich    |
|                   | FC Raron             | 0:1       | FC Lausanne-Sport       |
|                   | Vevey-Sports         | 3:2       | Servette FC             |
|                   | FC Zug               | 1:2       | AC Bellinzona           |
| 26.09.1976, 14:30 | FC Adliswil          | 0:5       | FC St.Gallen            |
|                   | FC La Chaux-de-Fonds | 3:2 n. V. | FC Laufen               |
|                   | FC Lerchenfeld       | 3:6       | BSC Young Boys          |
|                   | FC Lugano            | 2:4       | FC Zürich               |
|                   | Stade Lausanne       | 0:1 n. V. | FC Sion                 |

## Achtelfinals
| Datum             |                   | Ergebnis  |                         |
| ----------------- | ----------------- | --------- | ----------------------- |
| 17.10.1976, 14:30 | SC Kriens         | 1:3       | Étoile Carouge          |
|                   | FC Lausanne-Sport | 3:1       | AC Bellinzona           |
|                   | Neuchâtel Xamax   | 4:1 n. V. | FC Basel                |
|                   | Nordstern Basel   | 1:0 n. V. | FC Grenchen             |
|                   | FC Sion           | 4:2       | Grasshopper Club Zürich |
|                   | Vevey-Sports      | 0:2       | FC Zürich               |
|                   | FC Winterthur     | 0:1       | FC St. Gallen           |
|                   | BSC Young Boys    | 6:3       | FC La Chaux-de-Fonds    |

## Viertelfinals
| Datum             |                 | Ergebnis  |                   |
| ----------------- | --------------- | --------- | ----------------- |
| 12.12.1976, 14:30 | Étoile Carouge  | 2:1       | Neuchâtel Xamax   |
|                   | Nordstern Basel | 1:3 n. V. | FC Lausanne-Sport |
| 19.12.1976, 14:30 | FC St. Gallen   | 1:0 n. V. | FC Sion           |
|                   | BSC Young Boys  | 2:1       | FC Zürich         |

## Halbfinals
| Datum             |                   | Ergebnis  |                |
| ----------------- | ----------------- | --------- | -------------- |
| 20.03.1977, 14:30 | FC Lausanne-Sport | 0:1 n. V. | BSC Young Boys |
| 21.03.1977, 14:30 | FC St. Gallen     | 0:0 n. V. | Étoile Carouge |

Wiederholungsspiel
| Datum             |                | Ergebnis |               |
| ----------------- | -------------- | -------- | ------------- |
| 23.03.1977, 14:30 | Étoile Carouge | 2:4      | FC St. Gallen |

## Final
Das Finalspiel fand am 11. April 1977 im Stadion Wankdorf in Bern statt.
| Paarung        | BSC Young Boys – FC St. Gallen |
| Ergebnis       | 1:0 (0:0) |
| Datum          | 11. April 1977 um 15:00 Uhr |
| Stadion        | Stadion Wankdorf, Bern |
| Zuschauer      | 27.000 |
| Schiedsrichter | Ernest Guignet (Yverdon-les-Bains) |
| Tore           | 1:0 Andersen (76.) |
| BSC Young Boys | Eichenberger, Vögeli, Rebmann, Mast, Brechbühl, Odermatt, Bruttin, Andersen, Conz, Küttel, Lorenz Cheftrainer: Kurt Linder                 |
| FC St. Gallen  | Schüepp, Stöckl, Feuz, Brander (73. Seger), Bigler, Oettli, Graf, Niggl, Mogg (68. Schneeberger), Ries, Blättler Cheftrainer: Willy Sommer |